# 제이슨 베이트먼
제이슨 베이트먼(Jason Bateman, 1969년 1월 14일 ~ )은 미국의 배우이다.

## 출연 작품
- 《아더와 미니모이》
- 《피너츠 송》
- 《브레이크 업: 이별후애》 - 리글맨 역
- 《주노》
- 《핸콕》
- 《인 디 에어》
- 《엑스트랙트》
- 《스테이트 오브 플레이》 - 도미닉 포이 역
- 《아더와 미니모이》
- 《피너츠 송》
- 《브레이크 업: 이별후애》 - 리글맨 역
- 《주노》
- 《핸콕》
- 《인 디 에어》
- 《엑스트랙트》
- 《스테이트 오브 플레이》 - 도미닉 포이 역
- 《스위치》
- 《스트레스를 부르는 그 이름 직장상사》
- 《스트레스를 부르는 그 이름 직장상사 2》
- 《더 기프트》 - 사이먼 역
- 《부모님과 이혼하는 방법》
- 《주토피아》 (닉 와일드 역 목소리)
- 《센트럴 인텔리전스》 - 트래버 역
- 《게임 나이트》 - 맥스 역 (제작, 주연)
- 《썬더 포스》